# DDR-Skimeisterschaften 1988
Die 40. DDR-Skimeisterschaften fanden am 5. und 6. März 1988 in verkürzter Form in Oberhof, Brotterode und Oberwiesenthal statt. Ursprünglich sollten die Meisterschaften vom 6. bis zum 10. Januar im thüringischen Lauscha in den Nordischen Skidisziplinen Langlauf, Nordische Kombination und Skispringen von der Normalschanze stattfinden. Aufgrund milder Witterung und mangelnden Schnees sagte aber der DSLV am 4. Januar die Meisterschaften ab. Bis zu den Olympischen Winterspielen in Calgary fand sich kein Austragungstermin mehr, so dass ein Rumpfprogramm am ersten Wochenende nach den Spielen Anfang März durchgeführt wurde. Dazu gehörten die planmäßig angesetzten Skilanglaufmeisterschaften über die langen Strecken in Oberwiesenthal und die Skisprungmeisterschaft auf der Großschanze in Brotterode, da Lauscha nur über eine Normalschanze verfügte. Vom Programm in Lauscha wurde nur eine Mannschaftsmeisterschaft in der Nordischen Kombination in Oberhof ausgetragen, so dass am Ende nur vier Entscheidungen durchgeführt wurden.

## Skilanglauf

### Männer

#### 50 km
Bei den Männern wurde auf den Loipen in Oberwiesenthal nur der Wettbewerb über die Langstrecke ausgetragen. Dabei setzte sich der Olympiafünfte Holger Bauroth mit fast zwei Minuten klar durch.
Datum: Sonntag, 6. März 1988
| Platz | Sportler       | Mannschaft            | Zeit (h)  |
| ----- | -------------- | --------------------- | --------- |
| 1     | Holger Bauroth | ASK Vorwärts Oberhof  | 2:27:47,1 |
| 2     | Holger Lischke | SC Dynamo Klingenthal | 2:29:43,7 |
| 3     | Dannhauer      | ASK Vorwärts Oberhof  | 2:31:22,9 |
| 4     | König          | ASK Vorwärts Oberhof  | 2:32:01,8 |
| 5     | Uwe Leipold    | SC Motor Zella-Mehlis | 2:32:01,9 |
| 6     | Pollack        | ASK Vorwärts Oberhof  | 2:32:52,0 |

### Frauen

#### 20 km
Auch bei den Frauen wurde nur die Langstreckenmeisterin ermittelt. Doch anders als bei den Männern ging die Entscheidung eher knapp aus, es gewann am Ende die Zella-Mehliserin Simone Greiner-Petter mit einem Vorsprung von reichlich 10 Sekunden vor ihrer Klubkameradin Manuela Drescher.
Datum: Sonntag, 6. März 1988
| Platz | Sportler              | Mannschaft                | Zeit (h)  |
| ----- | --------------------- | ------------------------- | --------- |
| 1     | Simone Greiner-Petter | SC Motor Zella-Mehlis     | 1:04:29,1 |
| 2     | Manuela Drescher      | SC Motor Zella-Mehlis     | 1:04:39,7 |
| 3     | Heike Wezel           | SC Dynamo Klingenthal     | 1:05:08,7 |
| 4     | Sylke Meyer           | SC Traktor Oberwiesenthal | 1:05:22,7 |
| 5     | Claudia Bonsack       | ASK Vorwärts Oberhof      | 1:05:45,0 |
| 6     | Sylke Braun           | SC Traktor Oberwiesenthal | 1:06:33,4 |

## Nordische Kombination

### Mannschaftswettbewerb
In der Nordischen Kombination wurden in Oberhof nur Mannschaftsmeisterschaften durchgeführt. Dabei setzte sich das Trio vom SC Dynamo Klingenthal durch, welches mit Abratis und Prenzel zwei Olympiastarter aufweisen konnte. Während die Konkurrenz aus Oberwiesenthal mit 1:41 min den Rückstand noch im Rahmen hielt, lag die drittplatzierte Vertretung aus Zella-Mehlis schön über sechs Minuten zurück.
Datum: Sprungwettbewerb am Sonnabend, den 5. März 1988; Laufwettbewerb 3 × 10 km am Sonntag, den 6. März 1988
| Platz | Mannschaft            | Sportler                                   | Zeit       |
| ----- | --------------------- | ------------------------------------------ | ---------- |
| 1     | SC Dynamo Klingenthal | Ralph Leonhardt Thomas Abratis Uwe Prenzel | 1:28:29    |
| 2     | ASK Vorwärts Oberhof  | Ingolf Hüther Marco Frank Toralf Jakob     | + 1:41 min |
| 3     | SC Motor Zella-Mehlis | Lothar Hopf Michael Pfötsch Jörg Beetz     | + 6:12 min |

## Skispringen

### Großschanze
Im Skispringen wurde der Meister von der Großschanze gekürt. Dieser Wettbewerb wurde wie geplant in Brotterode ausgetragen. In Abwesenheit des offiziell verletzten Olympiateilnehmers Jens Weißflog konnte der Klingenthaler Heiko Hunger seinen Titel verteidigen, wenn auch nur knapp. Am Ende lag er nur 0,7 Punkte vor Mannschaftskamerad Mike Arnold.
Datum: Sonntag, 6. März 1988
| Platz | Sportler          | Mannschaft                | Punkte             |
| ----- | ----------------- | ------------------------- | ------------------ |
| 1     | Heiko Hunger      | SC Dynamo Klingenthal     | 236,0 (98,0/105,5) |
| 2     | Mike Arnold       | SC Dynamo Klingenthal     | 235,3 (99,5/101,0) |
| 3     | Guntram Kraus     | SC Traktor Oberwiesenthal | 231,9 (98,0/104,0) |
| 4     | Andreas Neuendorf | ASK Vorwärts Oberhof      | 228,1 (93,0/104,5) |
| 5     | René Kummerlöw    | SC Dynamo Klingenthal     | 223,4 (96,0/101,0) |
| 6     | Manfred Deckert   | SC Dynamo Klingenthal     | 220,8 (92,0/101,0) |

## Medaillenspiegel
Durch die Klingenthaler Sprungschule schnitt der SC Dynamo Klingenthal am besten ab. Die Klubs aus Oberhof und Zella-Mehlis gewannen je einen kompletten Medaillensatz während für den SC Traktor Oberwiesenthal nur eine magere Bronzemedaille übrigblieb.
| Medaillenspiegel (nach allen 4 Wettbewerben) | Medaillenspiegel (nach allen 4 Wettbewerben) | Medaillenspiegel (nach allen 4 Wettbewerben) | Medaillenspiegel (nach allen 4 Wettbewerben) | Medaillenspiegel (nach allen 4 Wettbewerben) | Medaillenspiegel (nach allen 4 Wettbewerben) |
| Platz                                        | Mannschaft                                   | Gold                                         | Silber                                       | Bronze                                       | Gesamt                                       |
| -------------------------------------------- | -------------------------------------------- | -------------------------------------------- | -------------------------------------------- | -------------------------------------------- | -------------------------------------------- |
| 1                                            | SC Dynamo Klingenthal                        | 2                                            | 2                                            | 1                                            | 5                                            |
| 2                                            | ASK Oberhof                                  | 1                                            | 1                                            | 1                                            | 3                                            |
| 2                                            | SC Motor Zella-Mehlis                        | 1                                            | 1                                            | 1                                            | 3                                            |
| 4                                            | SC Traktor Oberwiesenthal                    | 0                                            | 0                                            | 1                                            | 1                                            |